# Opothérapie
L'opothérapie est le traitement des maladies par des cellules d'origine animale provenant de tissus, d'organes, ou de leurs extraits, par exemple d'hormones sécrétées par les glandes endocrines ou d'enzymes sécrétées par des glandes exocrines. Elle est notamment utilisée dans le traitement de l'insuffisance pancréatique exocrine, secondaire à la pancréatite chronique, la résection pancréatique céphalique ou à la mucoviscidose. On utilise alors de la pancréatine, des enzymes pancréatiques gastroprotégées. L'opothérapie est par exemple utilisée dans le cas des hypothyroïdies fœtales : des hormones thyroïdiennes, notamment de la thyroxine, sont fournies au nouveau-né carencé.

## Lecture complémentaire
- Marchand, André. « Opothérapie : émergence et développement d’une technique thérapeutique (France, 1889-1940) ». Histoire, Philosophie et Sociologie des sciences. Conservatoire national des arts et métiers, 23 juin 2015, [lire en ligne]